# Île de Sable (Ny Kaledonien)
Île de Sable (fransk for: Sandøen, på engelsk: Sandy Island) er en 5 km bred og 24 km lang fantomø (ikke eksisterende ø), der har været afbildet på flere søkort og almindelige kort i mere end hundrede år. Øen skulle angiveligt ligge i Koralhavet mellem Australien og Ny Kaledonien, inden for fransk territorialfarvand.
Øen var med på adskillige meget brugte kort fra udgivere som United Kingdom Hydrographic Office, National Geographic og Google Earth, men dog ikke angivet i f.eks. Times Atlas of the World.
Radioamatører påstod i år 2000, efter at have været på en såkaldt DX-pedition (et amatør radio træf/ekspedition), at øen ikke eksisterede.
Forskere, ombord på forskningsskibet RV Southern Surveyor fra den australske flåde, der var på en ekspeditionstur for at studere pladetektonikkens udvikling af Koralhavet, kunne i efteråret 2012 endegyldigt fastslå at øen ikke eksisterede. Skibet foretog adskillige dybdemålinger på øens angivelige position, men ingen målinger viste dybder på mindre end 1400 meter.
Øen er nu slettet fra både National Geographics kort og Google Earth, men kan dog stadig ses på WikiMiniAtlas. Det har siden været diskuteret om øens eksistens på visse kort kan have været et forsøg på at sikre copyright til rådata. En praksis der af og til bliver benyttet indenfor kortbranchen, idet det er meget dyrt at fremstille kort, hvorfor halv- eller helt forkerte oplysninger kan være en måde til at bevise at ens data er blevet ulovligt kopieret. Det har dog også været anført at en sådan praksis ikke benyttes i søkort. Her er det snarere normalt at medtage potentielle grundstødningskilder, indtil man er helt sikker på at de ikke udgør nogen fare for søfarten.